# Carlos Gallardo Gómez
Carlos Alfonso Gallardo Gómez (Lima, 4 de enero de 1940-21 de agosto de 2024) fue un catedrático y político peruano. Fue ministro de Educación durante el gobierno de Pedro Castillo del 6 de octubre al 23 de diciembre de 2021 luego de haber sido censurado por el Congreso de la República.

## Biografía
Gallardo es licenciado en educación primaria de la Universidad Nacional de Educación Enrique Guzmán y Valle y tiene una maestría en educación por la Universidad de San Martín de Porres. Ha trabajado como profesor universitario en varios centros de estudio como en la Universidad Nacional de San Cristóbal de Huamanga, la Universidad Nacional José Faustino Sánchez Carrión, la Universidad Inca Garcilaso de la Vega, la Universidad de Ciencias y Humanidades y la Universidad de San Martín de Porres.
Fue el primer decano nacional del Colegio de Profesores del Perú. También participó del grupo literario "Narración". Se ha desempeñado como director regional de educación de Lima Metropolina.

## Vida política

### Ministro de Educación
El 6 de octubre de 2021 fue nombrado ministro de Educación por el presidente Pedro Castillo. Juró el cargo junto a los miembros del gabinete presidido por Mirtha Vásquez. Dos meses después, el 7 de diciembre, Gallardo fue interpelado por el Congreso. Entre sus cuestionamientos se encuentran un posible conflicto de intereses por sus vínculos con el FENATE, gremio fundado por Pedro Castillo, su oposición a la reforma universitaria y, más importante, su presunto involucramiento en la filtración de la Prueba Única Nacional de Evaluación Docente programada para el 13 de noviembre.

### Censura
El 21 de diciembre de 2021 fue censurado por el Congreso, con 70 votos a favor, 38 en contra y 7 abstenciones. El 24 de diciembre, el presidente Pedro Castillo aceptó la renuncia de Gallardo al Ministerio.